# Marcelino Martínez Cao
Marcelino Martínez Cao (* 29. April 1940 in Ares) ist ein ehemaliger spanischer Fußballspieler. Er stürmte in der Primera División, der höchsten Spielklasse im spanischen Fußball, ausschließlich für Real Saragossa. Zudem gewann er als Nationalspieler den EM-Titel 1964.

## Karriere

### Vereine
Martínez Cao kam im Seniorenbereich erstmals in der Saison 1958/59 in der Gruppe Nord der Segunda División in allen 30 Saisonspielen zum Einsatz. Er debütierte zum Saisonstart am 14. September 1958 bei der 2:4-Niederlage gegen den Terrassa FC. Sein erstes von zwei Saisontoren erzielte er am 2. November 1958 (8. Spieltag) beim 1:1-Unentschieden im Heimspiel gegen CE Sabadell mit dem Treffer zum Endstand in der 61. Minute. Des Weiteren wurde er in zwei Spielen der Vorrunde um den Copa del Generalísimo, wie der Wettbewerb um den nationalen Vereinspokal von 1939 bis 1976 hieß, gegen den FC Extremadura eingesetzt.
Mit dem Wechsel zu Real Saragossa, gehörte er dem Verein von 1959 bis 1970 stets in der höchsten Spielklasse an, in der er 232 Punktspiele bestritt und 70 Tore erzielte. Sein Debüt am 13. September 1959 (1. Spieltag) bei der 1:2-Niederlage im Auswärtsspiel gegen den Liganeuling Real Valladolid krönte er sogleich mit seinem ersten Tor, dem Treffer zum 1:1 in der 20. Minute. Mit der Mannschaft gewann er zweimal den nationalen Vereinspokal sowie den Messestädte-Pokal.

### Nationalmannschaft
Für die Nationalmannschaft bestritt er in einem Zeitraum von sieben Jahren 14 Länderspiele, davon vier in Freundschaft ausgetragene, jeweils drei in den Qualifikationen für die EM 1964 (2/2) und 1968 (1/0 am 1. Oktober 1967) sowie für die WM 1966 (3/0) und ein Ausscheidungsspiel Europa / Afrika für die WM 1962 mit dem 3:2-Sieg über die Nationalmannschaft Marokkos, bei dem er seine Mannschaft in der elften Minute mit 1:0 in Führung schoss. Im Turnier um die EM 1964 kam er im Halbfinale und im siegreichen Finale zum Einsatz, in dem er zum 2:1-Siegtorschützen gegen die Nationalmannschaft der Sowjetunion avancierte. Im Turnier um die WM 1966 wurde er im letzten Spiel der Gruppe B bei der 1:2-Niederlage gegen die Nationalmannschaft Deutschlands eingesetzt.

## Erfolge
Nationalmannschaft
- Europameister 1964

Verein
- Messestädte-Pokal-Sieger 1964
- Spanischer Pokal-Sieger 1964, 1966